# بیل مری
ویلیام جیمز «بیل» موری (به انگلیسی: William James "Bill" Murray) (زاده ۲۱ سپتامبر ۱۹۵۰) بازیگر، کمدین و نویسنده آمریکایی است. او برنده جایزه امی برای ایفای نقش‌های گوناگون در برنامه تلویزیونی زنده ساتردی نایت لایو و برنده جایزه بفتا و گلدن گلوب و نامزد جایزه اسکار بهترین بازیگر نقش اول مرد برای فیلم گمشده در ترجمه است.
موری پس از بازی در فیلم گمشده در ترجمه اثر سوفیا کاپولا (۲۰۰۳) موفق به کسب جایزه گلدن گلوب و فیلم آکادمی بریتانیا شد. نقش آفرینی در این فیلم همچنین نامزدی اسکار بهترین بازیگر مرد را برای او همراه داشت. او همچنین اغلب با وس اندرسون و جیم جارموش همکاری داشته است. او برای نقش‌هایش در شکارچیان روح، راشمور (۱۹۹۸)، وینسنت مقدس (۲۰۱۴)، و مینی‌سریال آلیو کیتریج (۲۰۱۴) نامزد دریافت جایزه شد، که بعداً برای دومین بار جایزه امی خود را دریافت کرد.
موری در سال ۲۰۱۶ جایزه مارک تواین را برای طنز آمریکایی دریافت کرد.
او همچنین با صداپیشگی گارفیلد در فیلم کمدی خانوادگی گارفیلد (۲۰۰۴) و دنباله آن گارفیلد ۲ (۲۰۰۶) و بالودر اقتباس زنده از کتاب جنگل دیزنی (۲۰۱۶) شناخته شده است.
در نوامبر سال ۲۰۱۹ اعلام شد که مری در دنبالهٔ شکارچیان روح به کارگردانی جیسون رایتمن که سال ۲۰۲۰ منتشر می‌شود، نقش قبلی خود را تکرار می‌کند.

## زندگی شخصی
بیل موری تاکنون دو بار ازدواج کرده که هر دو به طلاق منجر شده است. ازدواج نخست او با مارگارت کلی بود که در ۲۵ ژانویه ۱۹۸۱ اتفاق افتاد و موری از این ازدواج صاحب دو فرزند پسر است. موری اما در سال ۱۹۹۶ از مارگارت کلی جدا شد و یکسال بعد با جنیفر باتلر ازدواج کرد و حاصل این ازدواج چهار فرزند دیگر برای او بود. موری در سال ۲۰۰۸ از همسر دومش نیز جدا شد. جنیفر باتلر در مصاحبه ای موری را متهم به خشونت خانگی، خیانت، و اعتیاد به رابطه جنسی، ماری جوانا و الکل متهم کرد. همسر دوم بیل موری (جنیفر باتلر) دو سال بعد درگذشت.

## فیلم‌شناسی

### فیلم
- راه‌راه (۱۹۸۱)
- توتسی (۱۹۸۲)
- شکارچیان روح (۱۹۸۴)
- فروشگاه کوچک ترسناک (۱۹۸۶)
- تغییر سریع (۱۹۹۰)
- در مورد باب چطور؟ (۱۹۹۱)
- روز گراندهاگ (۱۹۹۳)
- مد داگ و گلوری (۱۹۹۳)
- اد وود (۱۹۹۴)
- سردسته (۱۹۹۶)
- راشمور (۱۹۹۸)
- گهواره خواهد جنبید (۱۹۹۸)
- فرشتگان چارلی (۲۰۰۰)
- خانواده اشرافی تننبام (۲۰۰۱)
- سلول قهرمان (۲۰۰۱)
- گمشده در ترجمه (۲۰۰۳)
- زندگی در آب با استیو زیسو (۲۰۰۴)
- گل‌های پرپر (۲۰۰۵)
- شهر گمشده (۲۰۰۶)
- مرزهای کنترل (۲۰۰۹)
- سرزمین زامبی‌ها (۲۰۰۹)
- نمایش مصائب (۲۰۱۰)
- نگاهی به درون ذهن (۲۰۱۲)
- مردان آثار یادبود (۲۰۱۴)
- هتل بزرگ بوداپست (۲۰۱۴)
- وینسنت مقدس (۲۰۱۴)
- آلوها (۲۰۱۵)
- شهر را بلرزان (۲۰۱۵)
- کتاب جنگل (۲۰۱۶)
- مرده‌ها نمی‌میرند (۲۰۱۹)
- سرزمین زامبی‌ها: شلیک نهایی (۲۰۱۹)
- روی صخره‌ها (۲۰۲۰)

### تلویزیون
- آلیو کیتریج (۲۰۱۴)